# Gorbothorax
Gorbothorax Tanasevič, 1998 è un genere di ragni appartenente alla famiglia Linyphiidae.

## Distribuzione
Le cinque specie oggi attribuite a questo genere sono state reperite in Nepal: la G. ungibbus è stata rinvenuta anche in India nel 2011.

## Tassonomia
A dicembre 2011, si compone di cinque specie:
- Gorbothorax comatus Tanasevič, 1998[3] — Nepal
- Gorbothorax conicus Tanasevič, 1998 — Nepal
- Gorbothorax setifer Tanasevič, 1998 — Nepal
- Gorbothorax ungibbus Tanasevič, 1998 — Nepal, India
- Gorbothorax wunderlichi (Brignoli, 1983) — Nepal